# Кубок Греції з футболу 2011—2012
Кубок Греції з футболу 2011—2012 — 70-й розіграш кубкового футбольного турніру в Греції. Титул здобув Олімпіакос.

## Календар
| Раунд        | Дата                      | Матчі | Клуби   |
| ------------ | ------------------------- | ----- | ------- |
| Перший раунд | 9-13 листопада 2011       | 5     | 57 → 52 |
| Другий раунд | 22-24 листопада 2011      | 18    | 52 → 34 |
| Третій раунд | 7 грудня 2011             | 2     | 34 → 32 |
| 1/16 фіналу  | 20-22 грудня 2011         | 16    | 32 → 16 |
| 1/8 фіналу   | 11-19 січня 2012          | 8     | 16 → 8  |
| 1/4 фіналу   | 25 січня — 22 лютого 2012 | 4     | 8 → 4   |
| 1/2 фіналу   | 21 березня/4 квітня 2012  | 4     | 4 → 2   |
| Фінал        | 28 квітня 2012            | 1     | 2 → 1   |

## Перший раунд
| Команда 1               | Рахунок         | Команда 2          |
| ----------------------- | --------------- | ------------------ |
| 9 листопада 2011        |                 |                    |
| Роуф (3)                | 1:0             | Ханья (3)          |
| Оіконмос (Царицані) (3) | 2:2 дч пен. 5:4 | Тілікратіс (3)     |
| Аполлон (Смірніс) (3)   | 4:2             | Паніліакос (3)     |
| Астерас (Магула) (3)    | 1:0             | Ілісіакос (3)      |
| 13 листопада 2011       |                 |                    |
| Етнікос (Газорос) (3)   | 0:1             | Аетос (Скидра) (3) |

## Другий раунд
| Команда 1                 | Рахунок         | Команда 2                |
| ------------------------- | --------------- | ------------------------ |
| 22 листопада 2011         |                 |                          |
| Оіконмос (Царицані) (3)   | 1:1 дч пен. 4:5 | Пансерраїкос (2)         |
| Проодефтікі (3)           | 1:0             | Анагеннісі (Янниця) (2)  |
| Аполлон (Каламарія) (3)   | 1:2             | Анагеннісі (Епаномі) (2) |
| 23 листопада 2011         |                 |                          |
| Ватаніакос (3)            | 0:1             | Агротікас (Астерас) (2)  |
| Докса (Кранула) (3)       | 2:2 дч пен. 3:4 | Панахаїкі (2)            |
| Закінф (3)                | 0:1             | Пієрікос (2)             |
| Каламата (3)              | 0:0 дч пен. 3:0 | Фокікос (2)              |
| Гліфада (3)               | 2:2 дч пен. 4:5 | Каллоні (2)              |
| Мегас Александрос (3)     | 0:2             | Етнікос (Астерас) (2)    |
| Нікі (Волос) (2)          | 0:1             | Трасивулос (2)           |
| Аетос (Скидра) (3)        | 1:0             | Іракліс (Псахна) (2)     |
| Тирнавос (3)              | 0:2             | Верія (2)                |
| Рувас (3)                 | 0:1             | Лариса (2)               |
| Аполлон (Смірніс) (3)     | 0:2             | Пантракікос (2)          |
| Астерас (Магула) (3)      | 2:4 дч          | Каллітея (2)             |
| Понтіой Катеріні (3)      | 1:0             | Візас (2)                |
| 24 листопада 2011         |                 |                          |
| Одиссеас (Анагеннісі) (3) | 0:0 дч пен. 3:4 | Платаніас (2)            |
| Роуф (3)                  | 0:0 дч пен. 2:4 | Діагорас (2)             |

## Третій раунд
| Команда 1          | Рахунок | Команда 2    |
| ------------------ | ------- | ------------ |
| 7 грудня 2011      |         |              |
| Аетос (Скидра) (3) | 0:1     | Пієрікос (2) |
| Каллітея (2)       | 1:0     | Верія (2)    |

## 1/16 фіналу
| Команда 1                | Рахунок          | Команда 2          |
| ------------------------ | ---------------- | ------------------ |
| 20 грудня 2011           |                  |                    |
| Агротікас (Астерас) (2)  | 0:1              | Панатінаїкос       |
| Каллоні (2)              | 2:3 дч           | Паніоніос          |
| Понтіой Катеріні (3)     | 0:2              | Шкода Ксанті       |
| Трасивулос (2)           | 1:1 дч пен. 5:3  | Левадіакос         |
| 21 грудня 2011           |                  |                    |
| Проодефтікі (3)          | 0:5              | Астерас (Триполі)  |
| Анагеннісі (Епаномі) (2) | 2:3              | Атромітос          |
| Пансерраїкос (2)         | 1:0 дч           | Ерготеліс          |
| Каллітея (2)             | 0:1              | Докса Драма        |
| Платаніас (2)            | 0:3              | Керкіра            |
| Етнікос (Астерас) (2)    | 0:3              | ПАОК               |
| Пієрікос (2)             | 1:3              | Олімпіакос (Пірей) |
| Лариса (2)               | 0:0 дч пен. 9:10 | Панетолікос        |
| 22 грудня 2011           |                  |                    |
| Діагорас (2)             | 0:1              | ПАС Яніна          |
| Каламата (3)             | 0:1              | АЕК                |
| Панахаїкі (2)            | 0:1 дч           | ОФІ                |
| Пантракікос (2)          | 1:2              | Аріс               |

## 1/8 фіналу
| Команда 1          | Рахунок         | Команда 2         |
| ------------------ | --------------- | ----------------- |
| 11 січня 2012      |                 |                   |
| Керкіра            | 2:0             | Докса Драма       |
| ПАС Яніна          | 1:4             | Астерас (Триполі) |
| Олімпіакос (Пірей) | 3:0             | Трасивулос (2)    |
| Паніоніос          | 0:0 дч пен. 4:3 | Панатінаїкос      |
| 12 січня 2012      |                 |                   |
| Атромітос          | 2:1             | Аріс              |
| 17 січня 2012      |                 |                   |
| Шкода Ксанті       | 1:2             | Пансерраїкос (2)  |
| 18 січня 2012      |                 |                   |
| ПАОК               | 2:0             | АЕК               |
| 19 січня 2012      |                 |                   |
| Панетолікос        | 1:3             | ОФІ               |

## 1/4 фіналу
| Команда 1          | Рахунок | Команда 2        |
| ------------------ | ------- | ---------------- |
| 25 січня 2012      |         |                  |
| ПАОК               | 1:2 дч  | Атромітос        |
| Олімпіакос (Пірей) | 4:0     | Паніоніос        |
| 22 лютого 2012     |         |                  |
| ОФІ                | 3:0     | Пансерраїкос (2) |
| Астерас (Триполі)  | 1:0     | Керкіра          |

## 1/2 фіналу
| Команда 1                | Заг.    | Команда 2         | 1-й матч | 2-й матч |
| ------------------------ | ------- | ----------------- | -------- | -------- |
| 21 березня/4 квітня 2012 |         |                   |          |          |
| Атромітос                | 2:2 (ч) | Астерас (Триполі) | 0:0      | 2:2      |
| Олімпіакос (Пірей)       | 1:0     | ОФІ               | 1:0      | 0:0      |

## Фінал
| 28 квітня 2012 20:30 (UTC+3) |

| Атромітос    | 1:2 дч   | Олімпіакос (Пірей)      |
| ------------ | -------- | ----------------------- |
| Іглесіас 75' | Протокол | Джеббур 29' Фустер 119' |

| Олімпійський стадіон, Афіни Глядачів: 41 500 Арбітр: Іліас Спартас |